# العلاقات الإسواتينية البنمية
العلاقات الإسواتينية البنمية هي العلاقات الثنائية التي تجمع بين إسواتيني وبنما.

## مقارنة بين البلدين
هذه مقارنة عامة ومرجعية للدولتين:
| وجه المقارنة                                              | إسواتيني                                   | بنما                      |
| --------------------------------------------------------- | ------------------------------------------ | ------------------------- |
| المساحة (كم2)                                             | 17.36 ألف                                  | 74.18 ألف                 |
| عدد السكان (نسمة)                                         | 1.37 مليون                                 | 4.10 مليون                |
| الكثافة السكانية (ن./كم²)                                 | 78.92                                      | 55.27                     |
| العاصمة                                                   | لوبامبا، مبابان                            | بنما                      |
| اللغة الرسمية                                             | لغة إنجليزية، لغة سوازي                    | اللغة الإسبانية           |
| العملة                                                    | ليلانغيني سوازيلندي                        | بالبوا بنمي، دولار أمريكي |
| الناتج المحلي الإجمالي (بليون دولار)                      | 4.41 مليار                                 | 61.84 مليار               |
| الناتج المحلي الإجمالي (تعادل القوة الشرائية) بليون دولار | 11.13 مليار                                | 87.37 مليار               |
| الناتج المحلي الإجمالي الاسمي للفرد دولار أمريكي          | 3.20 ألف                                   | 13.27 ألف                 |
| الناتج المحلي الإجمالي للفرد دولار أمريكي                 | 8.29 ألف                                   | 20.89 ألف                 |
| مؤشر التنمية البشرية                                      | 0.531                                      | 0.780                     |
| رمز المكالمات الدولي                                      | +268                                       | +507                      |
| رمز الإنترنت                                              | .sz                                        | .pa                       |
| المنطقة الزمنية                                           | التوقيت القياسي لجنوب أفريقيا، ت ع م+02:00 | 00                        |

## منظمات دولية مشتركة
يشترك البلدان في عضوية مجموعة من المنظمات الدولية، منها:
| علم المنظمة | اسم المنظمة                               | تاريخ انضمام إسواتيني | تاريخ انضمام بنما |
| ----------- | ----------------------------------------- | --------------------- | ----------------- |
|             | يونسكو                                    | 25 يناير 1978         | 10 يناير 1950     |
|             | مؤسسة التمويل الدولية                     | 22 سبتمبر 1969        | 20 يوليو 1956     |
|             | المركز الدولي لتسوية المنازعات الاستشارية | 14 يوليو 1971         | 8 مايو 1996       |
|             | منظمة حظر الأسلحة الكيميائية              | ?                     | ?                 |
|             | مؤسسة التنمية الدولية                     | 22 سبتمبر 1969        | 1 سبتمبر 1961     |
|             | منظمة التجارة العالمية                    | ?                     | ?                 |
|             | وكالة ضمان الاستثمار متعدد الأطراف        | 18 أبريل 1990         | 21 فبراير 1997    |
|             | الاتحاد البريدي العالمي                   | ?                     | ?                 |
|             | منظمة الشرطة الجنائية الدولية             | ?                     | ?                 |
|             | الأمم المتحدة                             | 24 سبتمبر 1968        | 13 نوفمبر 1945    |
|             | الاتحاد الدولي للاتصالات                  | 11 نوفمبر 1970        | 14 يوليو 1914     |
|             | البنك الدولي للإنشاء والتعمير             | 22 سبتمبر 1969        | 14 مارس 1946      |

## وصلات خارجية
- موقع وزارة الخارجية البنمية